# Theodor Lundgren (författare)
Theodor Lundgren, född 1979, är en svensk frilansande skribent, journalist och medieproducent. Han har medförfattat och spökskrivit ett antal böcker, främst biografier och memoarer, men arbetar även som producent och redaktör i andra format. Bland annat har han varit medproducent på dokumentärfilmerna Pappas Flicka som regisserades av Daniel Fridell (SVT, 2016) och Sveriges farligaste man (SVT, 2018). Theodor Lundgren var också redaktör för den flerfaldigt prisbelönta boken Tills alla dör av journalisten Diamant Salihu.

## Filmografi
- Pappas Flicka[12], 2016 (producent)
- Sveriges farligaste man : Svartenbrandt[2], 2018 (Associate Producer)